# Paua (Neuseeland)
Paua ist eine kleine Siedlung im Far North District der Region Northland auf der Nordinsel von Neuseeland.

## Geographie
Die Siedlung befindet sich rund 26 km südöstlich von Cape Reinga / Te Rerenga Wairua auf einer Landzunge, die in den Pārengarenga Harbour reicht. Die Snipe Bay des Naturhafens liegt nördlich der Landzunge und die Ngutukorari 'Bay befindet sich südlich davon.
Die Siedlung kann über eine gut 6 km lange, mit Schotter befestigte Straße vom New Zealand State Highway 1 aus erreicht werden. Nächstgelegene Siedlung sind Te Hapua auf der anderen Seite der Snipe Bay und Te Kao rund 13 km südlich gelegen. Bis zum nächstgrößeren Ort im Süden nach Kaitaia sind rund 85 km zu fahren.